# Тэлент, Джим
Джеймс Мэттс Тэлент (англ. James Matthes Talent; род. 18 октября 1956 года, Дес-Перес, Миссури) — американский политик-республиканец, член Палаты представителей США от 2-го избирательного округа Миссури (1993—2001), председатель Комитета Палаты по малому бизнесу (1997—2001), сенатор США от штата Миссури (2002—2007).

## Биография
Его отец, Милтон Оскар Тэлент, был сыном русских еврейских иммигрантов. 
В 1978 году окончил Университет Вашингтона в Сент-Луисе, в 1981 году получил степень доктора в Школе права Чикагского университета. С 1982 по 1983 год был судебным клерком судьи Апелляционного суда седьмого округа Ричарда А. Познера. С 1984 по 1986 год — адъюнкт-профессор в Школе права Вашингтонского университета. Член Палаты представителей штата Миссури от 92-го округа (1985—1993).
Кандидат на должность губернатора Миссури в 2000 году.
Он женился на Бренде Ли Лайонс в 1984 году, имеет троих детей.